# Michał Zbaraski Wiśniowiecki
Michał Zbaraski Wiśniowiecki herbu własnego (zm. w 1517 r. lub następnym) – kniaź, protoplasta rodu Wiśniowieckich. Był najstarszym synem kniazia Wasyla Zbaraskiego. Nazwisko przyjął od odziedziczonej miejscowości Wiśniowiec.
W 1475 r. udało mu się na mocy wyroku królewskiego (występował w imieniu swoim i innych spadkobierców ojca) odzyskać od stryja Semena Zbaraskiego połowę włości po stryju Sołtanie Zbaraskim, którą wspólnie zarządzali po śmierci Sołtana (1472) Semen i ojciec Michała Wasyl, a po śmierci Wasyla przejął ją w całości Semen. W dzielnicy tej znajdował się Wiśniowiec. W 1478 r. dział ten został potwierdzony przez wszystkich zainteresowanych: z jednej strony Semena Zbaraskiego, a z drugiej wdowę po Wasylu Zbaraskim, nieznaną z imienia kniahinię Wasilewę wraz z synami Michałem, trzema Semenami i Fedorem. Do podziału całej ojcowizny, łącznie z częścią odzyskaną od stryja, doszło w 1482 r. Michał wspólnie z jednym z Semenów otrzymali uzyskaną od stryja część, którą podzielili tak, że Wiśniowiec przypadł Michałowi.
W 1490 r. Michał Zbaraski pojawia się po raz pierwszy w dokumentach jako kniaź Michajło Wisznowiecki (świadek w procesie w Krzemieńcu). Od tej pory występuje w dokumentach, w których podaje swoje nazwisko jako Wiśniowiecki (Wisznowiecki, Wisznewecki, Wiszniewiecki) (1511, 1512), a w ostatnim ze znanych jako kniaź Michał Wasilewicz Wisznewecki i Zbarażski (1517). Kancelaria królewska nazywa go jednak ciągle w dokumentach (nadaniach wsi i pismach urzędowych) Zbaraski (Zbarażski) (1491, 1504, 1507, 1509, 1514).
W czasie pobytu w niewoli moskiewskiej hetmana Konstantego Ostrogskiego Wiśniowiecki sprawował za niego w latach (1504–1507) urząd namiestnika bracławskiego (wcześniej Ostrogskiego zastępował kniaź Andrzej Sanguszko), zdając go po powrocie hetmana. Brał aktywny udział w życiu publicznym, m.in. razem z innymi kniaziami i panami, sądził sprawy ziemian wołyńskich. Tereny jego włości znajdowały się na szlaku najazdów tatarskich. W 1512 r. koło Wiśniowca polskie wojska pod dowództwem obu hetmanów wielkich, koronnego Mikołaja Kamienieckiego i litewskiego Konstantego Ostrogskiego, rozbiły Tatarów. W bitwie brał udział Wiśniowiecki z synami Iwanem i Aleksandrem.
Michał Wiśniowiecki był również uczestnikiem typowych szlacheckich sporów. W 1511 r. został oskarżony przez szlachcica Dawidowskiego o zbrojny najazd dóbr, a w 1512 r. wraz z synami i hetmanem Ostrogskim zgłosił pretensje do spadku po szlachcicu Kuczuku.
Powiększał swoje posiadłości, otrzymując od króla w dożywocie kilka nadań, a w 1514 r. otrzymał na wieczność Brahiń, w którym prawie 100 lat później pojawił się na dworze Wiśniowieckich Dymitr Samozwaniec.
Ostatni raz Michał Zbaraski Wiśniowiecki pojawia się w dokumencie w 1517 r., biorąc udział w sądach.
Miał prawdopodobnie dwie żony, Tatianę z Połubińskich, córkę Jana wojewody nowogródzkiego, drugą nieznaną z imienia i pochodzenia. Z pierwszą miał syna Aleksandra (protoplastę starszej, tzw. królewskiej linii Wiśniowieckich), Jana dworzanina i Teodora, z drugą trzech synów, kniaziów Iwana (protoplastę młodszej linii Wiśniowieckich), Fedka oraz Fedora.
Wszyscy synowie Michała konsekwentnie używali już nazwiska Wiśniowiecki, tak też nazywani byli w dokumentach urzędowych. Według popisu z 1528 r. bracia Wiśniowieccy mieli obowiązek wystawić łącznie 46 konnych rycerzy, co świadczy, że ich fortuna nie mogła być jeszcze uznana za magnacką.